# بويري نوتر دام
بويري نوتر دام (بالفرنسية: Boiry-Notre-Dame)‏ هي بلدية تقع في إقليم باد كاليه من منطقة نور با دو كاليه في شمال فرنسا. تبلغ مساحة هذه المدينة 6.11 (كم²)، وترتفع عن سطح البحر 82 م، يبلغ عدد سكانها 455 نسمة حسب إحصاء المعهد الوطني للإحصاء والدراسات الاقتصادية سنة 2009 م. وترأس Jacques Legris البلدية خلال فترة (2008-2014).